# Giuda (romanzo)
Giuda (titolo originale הבשורה על-פי יהודה, Il vangelo secondo Giuda) è l'ultimo romanzo dello scrittore israeliano Amos Oz, pubblicato nel 2014. Si tratta di un romanzo di formazione e di riflessione politica.
Il libro ha vinto nel 2015 l'Internationaler Literaturpreis.

## Edizioni in italiano
- Amos Oz, Giuda, traduzione dall'ebraico di Elena Loewenthal, Milano: Feltrinelli, 2014
- Amos Oz, Giuda, lettore: Antonio Leone, Feltre: Centro internazionale del libro parlato, 2015